# Langues en Catalogne
 (juillet 2023).

Originaire du territoire historique de la Catalogne, le catalan en est une des trois langues officielles et jouit d'un statut particulier depuis l'approbation du statut d'autonomie de la Catalogne de 1979, qui déclare qu'il est le langage « propre à la Catalogne ». Les autres langues qui ont un statut officiel sont l'espagnol ou castillan, officiel dans toute l'Espagne, et l'occitan (l'occitan gascon, parlé dans le val d'Aran, appelé localement aranais).

## Historique
Sous la dictature franquiste, le catalan est, de 1939 jusque dans les années 1970, exclu du système d'éducation public et de toutes les autres institutions officielles et publiques. Il est même interdit de donner aux enfants des prénoms catalans[réf. nécessaire]. L'exode rural en provenance d'autres zones de l'Espagne réduit l'usage social de la langue dans les zones urbaines. Dans une tentative visant à inverser cette tendance, le rétablissement de l'autonomie des institutions de la Catalogne a entrepris une politique linguistique à long terme visant à accroître l'utilisation du catalan et a, depuis 1983, promulgué des lois qui visent à protéger et à étendre l'usage du catalan. Certains groupes considèrent ces efforts comme une manière de décourager l'utilisation de l'espagnol,.
Aujourd'hui, le catalan est la langue principale du gouvernement autonome de Catalogne et des autres institutions publiques qui relèvent de sa juridiction, coofficielle sur le territoire à côté de l'espagnol. L'éducation publique de base est dispensée en catalan, à l'exception de trois heures par semaine consacrées au castillan.
Selon l’enquête linguistique réalisée en 2008 par le gouvernement de la Catalogne, qui diffère sensiblement de celle de 2003, une majorité revendique l'espagnol comme la langue à laquelle elle s’identifie (46,5 % pour l'espagnol contre 37,2 % pour le catalan ; en 2003 les chiffres étaient de 47,5 % pour l'espagnol et 44,3 % pour le catalan ; entre-temps la part de ceux qui s’identifient autant à l’une qu’à l’autre langue a progressé, passant de 5,0 % à 8,8 %). Dans la vie quotidienne, l’usage habituel du catalan est passé de 46,0 % à 35,6 % (de 47,2 % à 45,9 % pour l’espagnol ; et de 4,7 % à 12,0 % pour l’emploi indistinct de l’une comme de l’autre). 55,0 % des citoyens ont déclaré l'espagnol comme langue maternelle, pour 31,6 % le catalan (en 2003, respectivement 56,1 % et 36,2 %), et 3,8 % déclarent deux langues maternelles (contre 2,5 % en 2003). Enfin, 94,6 % des personnes interrogées déclarent comprendre le catalan ; 78,3 %, le parler ; 81,7 %, le lire ; 61,8 % l’écrire (les chiffres pour l’espagnol sont respectivement de 99,9 %, 99,7 %, 97,4 % et 95,6 %).
De même, grâce au statut d’autonomie de 1979, l’aranais (la variété d’occitan parlée en Val d'Aran) est devenu officiel et a été soumis à une sauvegarde particulière dans le Val d’Aran. Ce petit territoire de 10 295 habitants est le seul endroit où un dialecte de l’occitan a reçu un statut officiel. Depuis le 9 août 2006, avec l’entrée en vigueur du nouveau statut, l’occitan est devenu officiel dans toute la Catalogne.
| Langues que les Catalans identifient comme les leurs (2013) |               |                         |                   |
|                                                             | Langue native | Langue d'identification | Langue habituelle |
| Catalan                                                     | 31,0 %        | 36,4 %                  | 36,3 %            |
| Castillan                                                   | 55,1 %        | 47,5 %                  | 50,7 %            |
| Les deux                                                    | 2,4 %         | 7,0 %                   | 6,8 %             |
| Aranais                                                     | 0,0 %         | 0,0 %                   | 0,0 %             |
| Autres langues                                              | 11,4 %        | 9,0 %                   | 6,1 %             |

## Langues natives
| R. | Langue   | %      | #         |
| -- | -------- | ------ | --------- |
| 1  | Espagnol | 57,58  | 3 448 510 |
| 2  | Catalan  | 33,46  | 1 940 030 |
| ?  | Aranais  | 0,04   | 2 240     |
| -  | Autres   | 11,36  | 710 260   |
|    | Total    | 100,00 | 6 253 800 |

## Langues d'identification
| R. | Langue   | %      | #         |
| -- | -------- | ------ | --------- |
| 1  | Espagnol | 54,55  | 3 411 200 |
| 2  | Catalan  | 43,38  | 2 712 760 |
| ?  | Aranais  | 0,04   | 2 310     |
| -  | Autres   | 9,03   | 565 160   |
|    | Total    | 100,00 | 6 253 800 |

## Langues habituelles
| R. | Langue   | %      | #         |
| -- | -------- | ------ | --------- |
| 1  | Espagnol | 57,55  | 3 599 260 |
| 2  | Catalan  | 43,11  | 2 696 250 |
| ?  | Aranais  | 0,02   | 1 490     |
| -  | Autres   | 6,14   | 344 790   |
|    | Total    | 100,00 | 6 253 800 |